# Podosphaera leucotricha
Podosphaera leucotricha је фитопатогена гљива која узрокује једно од најзначајнијих обољења јабуке, пепелницу. Облигатни паразит који поред јабуке може заразити бадем, крушку, дуњу, плодове брескве, као и украсне зимзелене врсте из рода Photinia. 

## Опис
Први пут се помиње у Сједињеним Америчким Државама 1888. године под називом Sphaerotheca leucotricha. Од 1892. године спомиње се под називом  Sphaerotheca mali (Buril). 1900. године Салмон је сврстава у род Podosphaera на основу морфолошких карактеристика плодоносних тела и назив Podosphaera leucotricha задржава се до данас. У Европи је присутна од 1873. године, а у нашим агроеколошким условима се јавља редовно сваке године у јачем или слабијем интензитету.
На површини биљних органа формира пепељасту мицелију, а хранљиве материје црпи из ћелија домаћина помоћу хаусторија. На мицелији се формирају конидије типа оидија: елипсоидне, хијалинске конидије. Образују се на конидиофорима у дугим низовима, базипетално (од основе ка врху, тако да је конидија на врху низа најстарија). Плодоносна тела, хазмотеције, округластог су облика. Унутар хазмотеције формира се један издужени аскус са осам овалних аскоспора. У нашим еколошким условима, плодоносна тела пепелнице се ретко формирају.
Губици у производњи јабуке услед овог обољења процењују се на око 30-40%, а у повољним условима за развој инфекције и до 50%. Услед климатских промена, економски губици узроковани овим обољењем могли би се значајно увећати у наредним годинама, јер краће зиме омогућавају патогену да инфекцију оствари раније и обезбеђују више времена за ширење инфекције.

## Симптоми
P. leucotricha развија се на листовима, младарима, цветовима и плодовима јабуке. Из заражених пупољака се у пролеће појављују леторасти који су деформисани, прекривени мицелијом и конидијама. Заражени пупољци дају ситне, често затворене цветове, који се суше током вегетације. Из слабије заражених пупољака формирају се цветови прекривени беличастом мицелијом, са деформисаним и закржљалим чашичним листићима, светложуте или светлозелене боје. На зараженим листовима се прво јавља мицелијска превлака са наличја листа, која у случају јаке инфекције прекрива цео лист. Јако заражени листови су обично ужи од нормалних, савијени лонгитудално, крти и могу превремено опасти. Младари коју су потпуно колонизовани услед примарних или секундарних инфекција испољавају белило и познати су као ,,бели младари", а лисни и цветни пупољци на њима су ситни, зашиљени и недовољно заштићени. Током вегетације мицелија тамни, обично се у оквиру ње на дрвенастом делу зараженог младара формирају тамна, округласта плодоносна тела - хазмотеције.

## Циклус развића
Врста може презимити у виду хазмотеција, али најчешће презимљава мицелијом у пупољцима који су заражени током претходне вегетације. Када се зхаражени пупољци отворе у пролеће, патоген на младом листу формира мицеју (примарна инфекција) и конидије које се преносе путем ветра и остварују секундарне инфекције. Пошто се заражени лисни пупољци отварају након здравих, осетљиво ткиво је већ присутно и подложно секундарној инфекцији. Цветни пупољци се отварају пре лисних, те конидије са заражених цветова претстављају извор инокулума за прве инфекције младих листова. Конидије могу заразити младе листове, цветове и плодове на којима се даље опет формирају конидије за наредне секундарне инфекције.
Интензитет примарних инфекција зависи од интензитета секундарних инфекција у претходној вегетацији и од зимских температура, јер паразита могу уништити температуре од -25 °C до -20 °C, а на крају зиме чак и више температуре  (-15 °C до -12 °C) доводе до угинућа мицелије у пупољцима. Здрави пупољци су отпорнији ниске температуре од заражених.
Температура је кључни фактор који утиче на ширење и клијање конидија. Оптимална температура за клијање конидија је 22 °C. Клијање је успорено при температурама  4-10 °C и потпуно заустављено на температурама изнад 30 °C и у присуству слободне воде. Ширење конидија условљено је брзином ветра, инсолацијом, релативном влажношћу ваздуха и влажношћу листова.
Конидије могу клијати при релативној влажности ваздуха 40-60%, межутим висока релативна влажност ваздуха (изнад 80%) негативно утиче на ширење. Интензивна (изнад 3 мм) и дуготрајна киша (током 3 часа) значајно смањује потенцијал ширења. Интензитет секундарних инфекција зависи од интензитета примарних инфекција, раста ластара, еколошких услова и сортних карактеристика.

## Мере заштите
Иако се у оплемењивачким програмима широм света интензивно ради на селекцији отпорних сорти јабуке са постојаном отпорношћу према пепелници, овај циљ још увек није постигнут.
Превентивне мере сузбијања базирају се на механичком уклањању заражених биљних делова, чији је циљ редукција примарног инокулума, а самим тим и даљег ширења инфекције.
Фунгициди се примењују од пуцања пупољака до престанка раста терминалних изданака током лета, а третирања се изводе у интервалу од седам дана у почетним фазама фазвоја до прецветавања и у интервалима 10-14 након прецветавања. Најчешће се примењују: сумпор, мептил-динокап, DMI фунгициди (дифеноконазол, тебуконазол, миклобутанил, флутриафол, пенконазол), SDHI фунгициди (флуксапироксад, флуопирам и изопиразам) и QoI фунгициди (кресоксим-метил и трифлоксистробин).

## Синоними
- Albugo leucotricha (Ellis & Everh.) Kuntze, (1892)
- Oidium farinosum Cooke, (1887)
- Oidium mespili Cooke, (1887)
- Sphaerotheca leucotricha Ellis & Everh., (1888)
- Sphaerotheca mali Burrill, (1892)

## Галерија
- Конидије